# Christiern Pedersen
Christiern Pedersen (Helsingør, ± 1480 - Helsinge, 16 januari 1554) was een Deens schrijver, geleerde, humanist en kanunnik.

## Biografie
Na eerst onderwijs te hebben gevolgd in Roskilde, studeerde Pedersen vanaf 1496 aan de Ernst-Moritz-Arndt-Universität, waar hij in 1498 een bachelorsgraad haalde. In 1505 werd hij kanunnik in de Dom van Lund. Van 1508 tot 1515 studerde hij aan de Universiteit van Parijs, waar hij in 1511 een Master of Arts behaalde. 
Tijdens zijn verblijf in Parijs kreeg Pedersen belangstelling voor schrijven, vertalen en publiceren. Hij schreef een alternatief voor de Doctrinale, een in 1199 door Alexander van Villedieu opgestelde Latijnse grammatica die in Pedersens tijd nog steeds standaard gebruikt werd op Deense scholen. In 1510 publiceerde Pedersen een Latijn-Deens woordenboek genaamd Vocabularium ad usum Dacorum. In samenwerking met zijn collega Jodocus Badius Ascensius publiceerde Pedersen op 15 mei 1514 de Danorum Regum heroumque Historiae, een bewerking van de door Saxo Grammaticus geschreven Gesta Danorum.
In 1516 keerde Pedersen terug naar Lund, waar hij werkte voor aartsbisschop Birger Gunnersen. In 1522 werd hij kanselier onder Johann Wess, maar diens opvolger Aage Sparre beschuldigde Pedersen van verraad, waarop Pedersen in eerste instantie uitweek naar Duitsland en vervolgens in 1526 naar de Lage Landen, alwaar hij de volgende vijf jaar in Lier doorbracht. 
In 1529 zwoer Pedersen het katholicisme af en werd Lutheraan. Hierop verzocht Margaretha van Oostenrijk de verbannen Deense koning Christaan II Pedersen uit zijn ambt te ontheffen, maar Christiaan II weigerde dit.   
In 1532 keerde Pedersen terug naar Scandinavië. Hij kreeg toestemming zich in Malmö te vestigen, waar hij een drukperswinkel begon. Het feit dat Pedersen trouw bleef aan Christiaan II maakte hem weinig geliefd binnen de adellijke Deense kringen. Later nam Pedersen deel aan de Gravenvete, waarbij hij meevocht aan de kant van de verliezers. Ook dit maakte hem niet erg geliefd.
In 1534 trouwde Pedersen in Malmö met Else Jacobsdatter, die vijf jaar later tijdens haar bevalling overleed. In 1541 verkocht Pedersen zijn winkel en verhuisde naar Kopenhagen. Gedurende deze periode vertaalde hij de Bijbel in het Deens. Het resultaat, Biblia, was al in 1543 voltooid maar werd pas zeven jaar later uitgegeven. Het wordt beschouwd als Pedersens meesterwerk en is tevens de eerste complete Bijbelvertaling in het Deens. Ludwig Dietz maakte van dit werk 3000 kopieën.
Pedersen bracht de laatste tien jaar van zijn leven in slechte gezondheid door bij zijn familie in de indertijd zelfstandige gemeente Helsinge. Tot aan zijn dood bleef hij echter doorgaan met werken.

## Belangrijkste publicaties

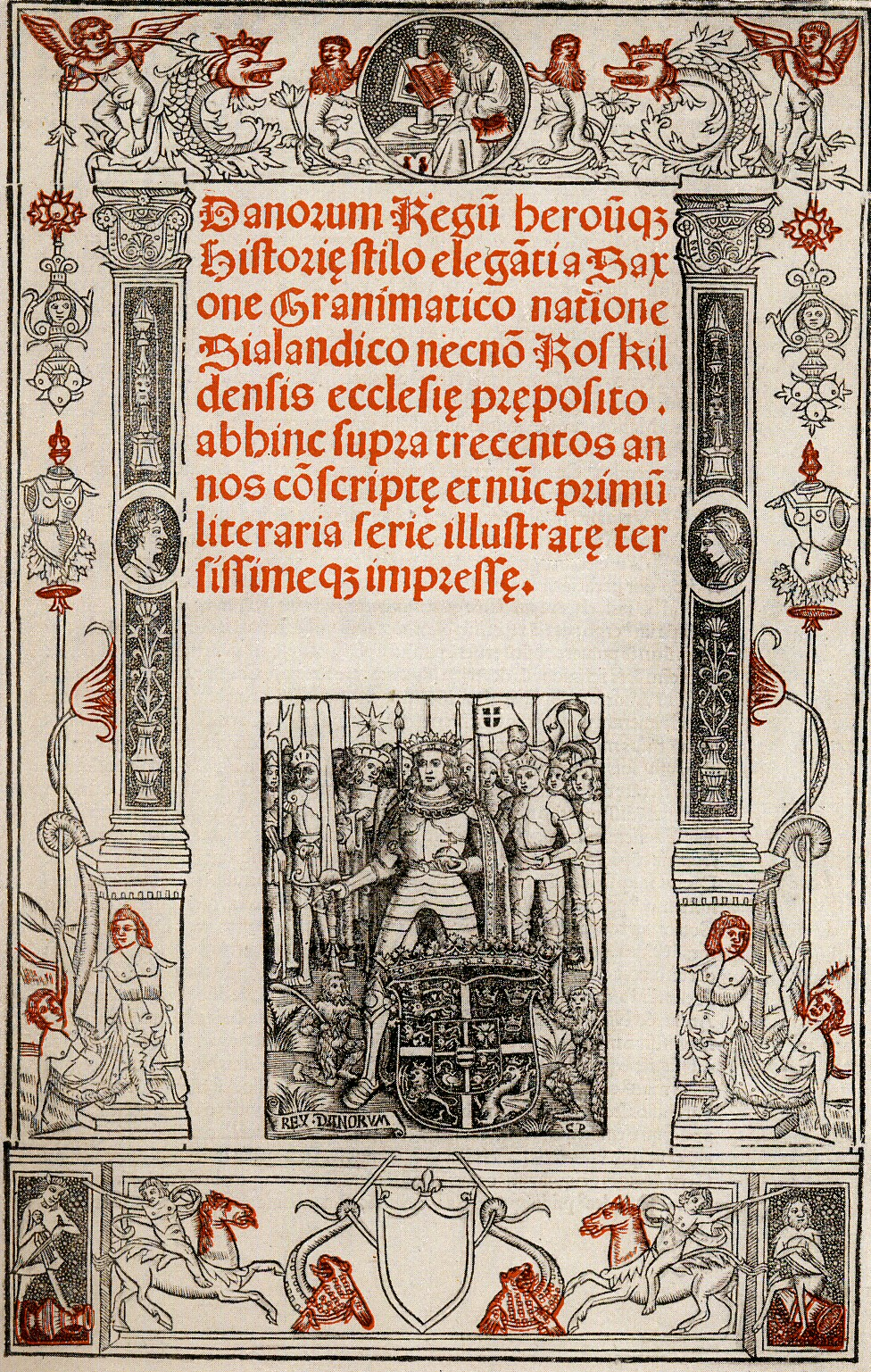
titelblad van Gesta Danorum (1514)

- 1510, "Vocabularium ad usum Dacorum"
- 1514, "Danorum Regum heroumque Historiae"
- 1515, "Jærtegnspostil"
- 1529, "Det Ny Testamente" (Een vertaling van het Nieuwe Testament)
- 1533, "Nøttelig Legebog faar Fattige och Rige Unge och Gamle" (Medisch)
- 1534, "Karl Magnus Krønike" (Een herschrijving van de legenden van Karel de Grote)
- 1534, "Kong Holger Danskes Krønike" (Een bewerking van het Franse Ogier le Dannoys)
- 1550, "Biblia"

- Bibsys: 90395701
- Bibliothèque nationale de France: cb127786925 (data)
- Gemeinsame Normdatei: 100618626
- International Standard Name Identifier: 0000 0001 0964 7378
- Library of Congress Control Number: n88630810
- Nationale Bibliotheek van Israël: 987007384343405171
- Nederlandse Thesaurus van Auteursnamen: 151920397
- LIBRIS: 283842
- Système universitaire de documentation: 117403792
- Virtual International Authority File: 37265876
- WorldCat: E39PBJgt9rvPtDfkVrXVrF3CwC